# Атіє Мехісті Кадин-ефенді
Атіє Мехісті Кадин-ефенді (тур. Atiye Mehisti Kadın Efendi; 27 січня 1892, Йонгалик, Адапазари, Османська імперія — 1964, Лондон, Англія, Велика Британія) — третя дружина останнього халіфа з династії Османів, Абдул-Меджіда II, і мати його єдиної дочки Дюррюшехвар-султан.

## Ім'я
Мемуарист Харун Ачба у своїй книзі «Дружини султанів: 1839—1924» пише, що «Атіє» було ім'ям, даним їй при народженні, а ім'я «Мехісті» дівчина отримала пізніше в гаремі. Ентоні Алдерсон вказує ім'ям третьої дружини Абдул-Меджіда II «Міхісті». Турецький історик Недждет Сакаоглу наводить варіанти «Мехісті», «Міхісті» та «Атіє Мехісті».

## Біографія

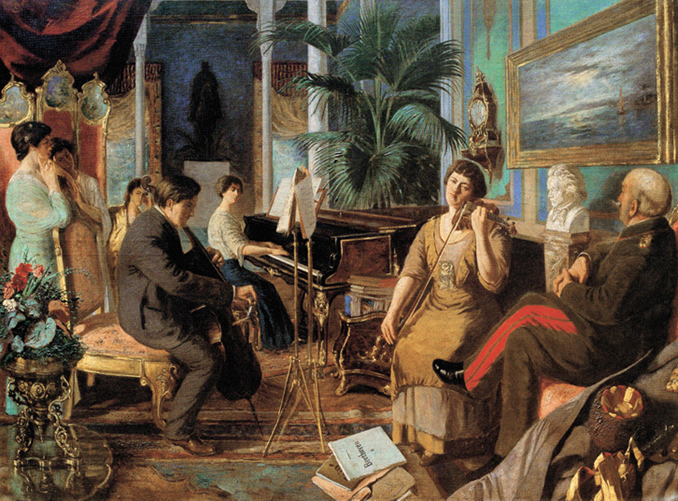
«Бетховен у палаці», Абдул-Меджид II, 1915.
На картині зображено музичну кімнату в : головна дружина Шехсувар грає на скрипці, Офелія (Хатче-кадин) — на піаніно, син Абдул-Меджіда Омер Фарук — на віолончелі. Жінки позаду Омера Фарука, ймовірно, дружини Абдул-Меджіда, що залишилися, одна з яких — Атіє Мехісті.

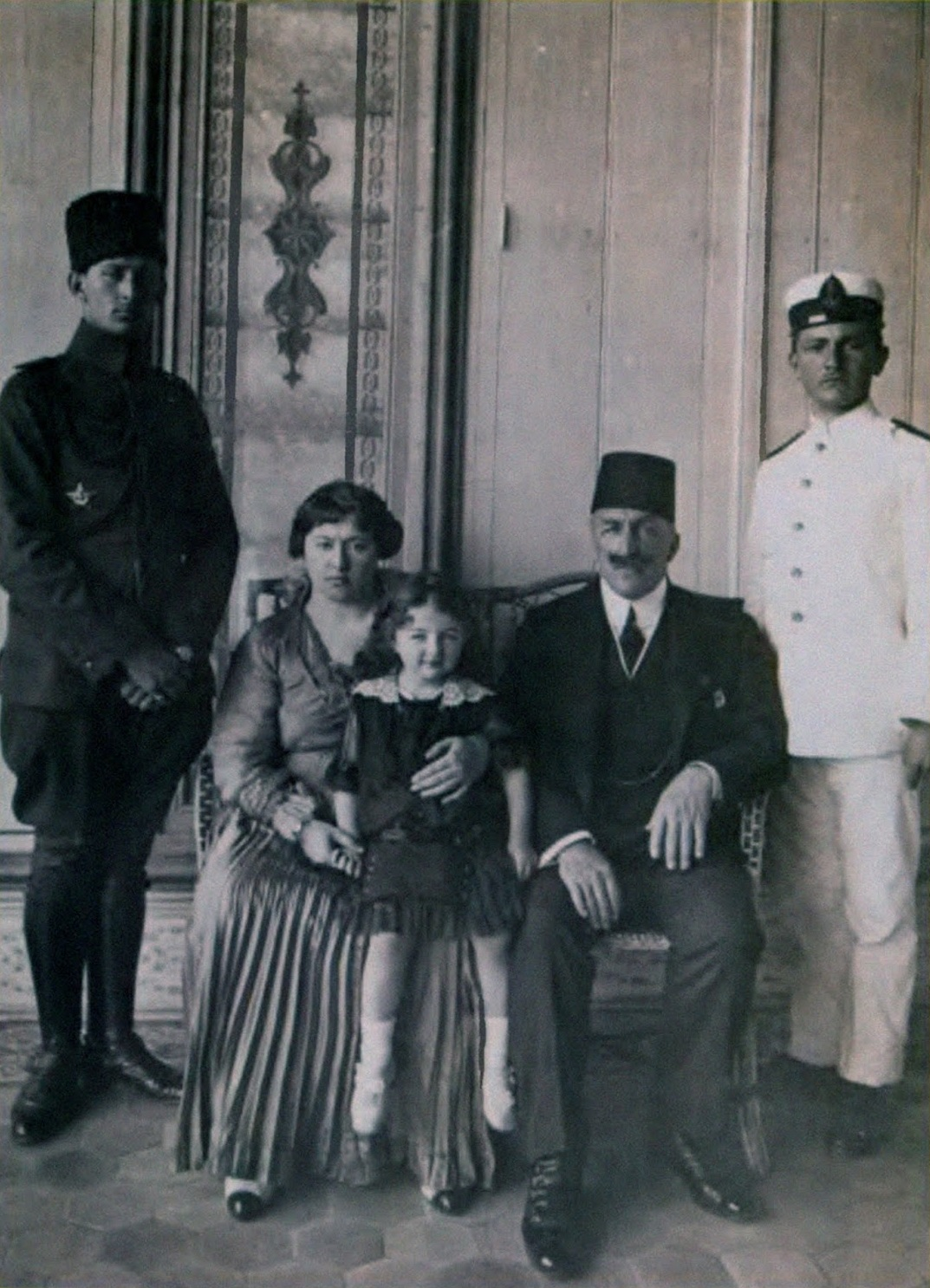
Кадин_Ефенді з родиною

Атіє Мехісті народилася 27 січня 1892 року в селі Йонгалик поблизу Адапазари в сім'ї абазинського князя Хаджимафа Акалсби та його дружини Сафіє-ханим. Сім'я Атіє остаточно переселилася з Абхазії після Кавказької війни у 1893 році. Крім Атіє в сім'ї було ще дві дочки — Міхріділь і Міхрівефа, а також син Февзі; всі три дівчинки були віддані на виховання в султанський палац, а Февзі пізніше потрапив на виховання до самої Атіє Мехісті і став улюбленцем Абдул-Меджіда II.
Весілля Атіє і Абдул-Меджіда відбулося 16 квітня 1912 року в маєтку в Багларбаши. Атіє стала третьою дружиною спадкоємця і матір'ю його єдиної дочки Дюррюшехвар-султан, яка народилася 12 березня 1913 року. Мемуарист Харун Ачба описує Атіє Мехісті як гарну високу блакитнооку світловолосу жінку. Абдул-Меджид, який мав талант до малювання, написав кілька портретів своєї третьої дружини.

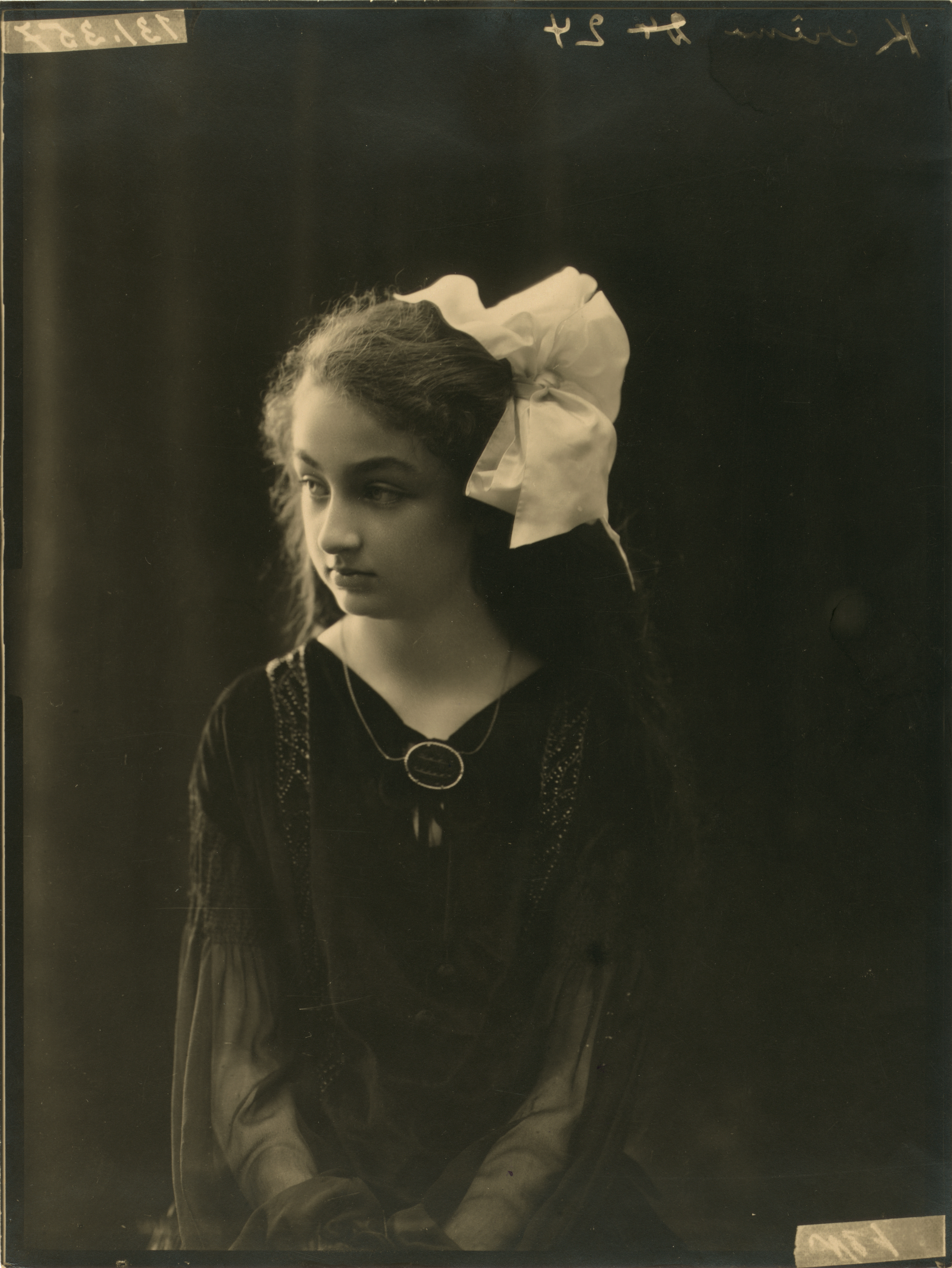
Дочка Атіє Мехісті Дюррюшехвар-султан, 1923 рік

До 1922 року політична обстановка країни загострилася до краю. 1 листопада 1922 року Великі національні збори Туреччини в Анкарі ухвалили розділити султанат і халіфат і скасувати перший, щоб покласти край уряду в Стамбулі. 19 (за іншими даними — 18) листопада 1922 Великі національні збори Туреччини обрало Абдул-Меджіда халіфом, як найбільш гідного цього титулу. Сім'я халіфа перебралася до колишнього султанського палацу Долмабахче.
29 жовтня 1923 року Османська держава припинила своє існування, а на зміну йому прийшла Турецька Республіка, і необхідність у халіфаті відпала. 3 березня 1924 року було видано закон № 431, за яким всі прямі члени Османської династії виганялися з країни. Атіє пішла у вигнання за чоловіком і дочкою. Того ж вечора Абдул-Меджід з дітьми, дружинами та найближчим оточенням автомобілями був доставлений до поїзда в Чаталджі. Сім'ї колишнього халіфа були надані від уряду 2000 фунтів, швейцарські візи та номери в одному з альпійських готелів. У жовтні 1924 року Абдул-Меджіду з сім'єю вдалося виїхати до Франції, де вони оселилися спочатку в Ніцці, потім у Парижі. Під час перебування в Ніцці 12 листопада 1931 була видана заміж дочку Атіє Мехісті Дюррюшехвар-султан; деякий час після весілля дочки Атіє жила разом з нею в Індії.
Абдул-Меджід помер 23 серпня 1944 року. Після смерті чоловіка Атіє переїхала до Лондона до дочки, яка до цього моменту встигла розлучитися. У цей період з дозволу уряду Туреччини Атіє Мехісті майже щоліта приїжджала до Стамбула, щоб відвідати сестер. 1964 року в Лондоні вона перенесла інсульт і незабаром померла. Атіє Мехісті була похована на Бруквудському цвинтарі. Її дочка померла в 2006 році і була похована поряд з Атіє.